# Sete Futebol Clube
O Sete Futebol Clube, ou simplesmente Sete, é um clube SAF de futebol localizado em Manaus, no Amazonas. Com sede no bairro Novo Israel em Manaus, suas cores oficiais são o verde e amarelo. Estreou profissionalmente na Segunda Divisão do Barezão de 2024, da qual acabou sendo campeão. Seu mascote é o astronauta. Em 2025, disputou a elite estadual pela primeira vez, mas acabou sendo rebaixado para a Segunda Divisão.

## História
O Sete teria se originado em 2022, como equipe de futebol amador, possuindo times nas categorias Sub-8 e Sub-22. Teria sido Jonathan Bruno, gerente de futebol, um dos mentores da profissionalização do clube, quem sugeriu ao presidente Cícero o ingresso do clube nos quadros da Federação Amazonense de Futebol.
O Sete é considerado parte da safra de novos clubes que tem recheado o futebol amazonense e ocupado o espaço outrora o ocupado pelos clubes tradicionais. Clubes esses marcados por rápida ascensão no cenário local.

### Série B 2024
Na sua estreia profissional, o clube contratou o ex-jogador Renato Donizete para ser seu primeiro técnico. O clube estreou em 12 de Agosto de 2024 enfrentando o Clíper. Nesta partida, o "Verdão" venceu seu adversário o goleando por 4 a 0. Seu primeiro gol como equipe profissional foi marcado os 5 minutos do 1º tempo pelo jogador Thiago Amazonense. Os demais gols foram marcados por Wagner e Allendy (duas vezes). O  clube acabou campeão ao bater na final da competição o CDC Manicoré por 1 a 0,  tendo Allendy como seu melhor marcador, tendo este feito 4 gols durante a competição.

## Títulos
| ESTADUAIS | ESTADUAIS                               | ESTADUAIS | ESTADUAIS  |
|           | Competição                              | Títulos   | Temporadas |
| --------- | --------------------------------------- | --------- | ---------- |
|           | Campeonato Amazonense - Segunda Divisão | 1         | 2024       |